# Rhodostannite
La rhodostannite (simbolo IMA: Rhs) è un minerale molto raro del supergruppo dello spinello e in particolare dei tiospinelli, nella cui famiglia occupa un posto nel sottogruppo della carrollite; appartiene alla classe minerale dei "solfuri e solfosali" con composizione chimica Cu1+(Fe2+0,5Sn4+1,5)S4 e quindi, da un punto di vista chimico, è un solfuro di rame-ferro-stagno.

## Etimologia e storia
La rhodostannite è stata scoperta in un campione di minerale (n. 12124) raccolto a Vila Apacheta (provincia di Rafael Bustillo, Bolivia). La prima descrizione fu fatta da G. Springer, che chiamò il minerale a causa del suo colore rossastro usando l'antica parola greca ῥόδον ('rhodon', (color) rosa) e la sua relazione con la stannite, che a sua volta prese il nome dal suo contenuto di stagno (dal latino 'stannum').
Nel 1968, Springer presentò i risultati delle sue analisi e il nome scelto all'Associazione Mineralogica Internazionale (IMA) col numero di registrazione interno 1968-018, che riconobbe la rhodostannite come specie minerale separata. La prima descrizione è stata pubblicata nello stesso anno sulla rivista Mineralogical Magazine con il titolo Electronprobe analyses of stannite and related tin minerals.
Il campione tipo del minerale è esposto presso l'Istituto di Mineralogia Applicata e Teoria dei Depositi Minerari della RWTH (Università Tecnica di Aquisgrana) col numero di collezione 12124.

## Classificazione
Nella Sistematica dei lapis (Lapis-Systematik) di Stefan Weiß il minerale è elencato nella classe dei "solfuri con il rapporto di massa metallo : S,Se,Te ≈ 1:1", dove la rhodostannite insieme a barquillite, briartite, černýite, famatinite, ferrokësterite, hocartite, kësterite, keutschite, kuramite, luzonite, permingeatite, petrukite, pirquitasite, sakuraiite, stannite, toyohaite e velikite forma il "gruppo della stannite" con il sistema nº II/C.06.
La nona edizione della sistematica dei minerali di Strunz, valida dal 2001 e aggiornata l'ultima volta dall'IMA nel 2009, classifica la rhodostannite nella classe "2. Solfuri e solfosali (solfuri, seleniuri, tellururi; arseniuri, antimoniuri, bismuturi; solfoarseniuri, solfoantimonuri, solfobismuturi, ecc.)" e nella sottoclasse "2.D Solfuri metallici, M:S = 3:4 e 2:3"; questa è ulteriormente suddivisa in base al rapporto metallo (M)/zolfo (S) presente nel minerale, in modo che la rhodostannite possa essere trovata nella sezione "2.DA M:S = 3:4" dove insieme alla toyohaite forma il sistema nº 2.DA.10.
Nell'edizione successiva, proseguita dal database "mindat.org" e chiamata Classificazione Strunz-mindat, tale suddivisione viene mantenuta invariata.
Nella classificazione dei minerali secondo Dana, usata principalmente nel mondo anglosassone, la rhodostannite può essere trovata insieme alla toyohaite nel gruppo senza nome 02.10.03 all'interno della suddivisione dei "solfuri - inclusi seleniuri e tellururi - con la composizione AmBnXp, con (m+n):p = 3:4".

## Chimica
Nella composizione della rhodostannite – Cu1+(Fe2+0,5Sn4+1,5)S4 – il minerale è costituito da due parti di rame (Cu), una parte di ferro (Fe), tre parti di stagno (Sn) e otto parti di zolfo (S). Nel loro insieme, c'è un rapporto tra tutti i metalli e lo zolfo di 6:8 o 3:4. Ciò corrisponde a una frazione di massa (percentuale in peso) del 15,97% in peso di rame, 7,02% in peso di ferro, 44,77% in peso di stagno e 32,24% in peso di zolfo.
I campioni di minerali analizzati provenienti dalla località tipo (Vila Apacheta in Bolivia) presentavano solo una leggera deviazione dalla composizione ideale con una media di 15,9-16,0% in peso di rame, da 6,5 a 6,8 in peso di ferro, da 45,4 a 45,5 in peso di stagno e da 31,3 a 32,8 in peso di zolfo.
Con la toyohaite (Ag2FeSn3S8) come elemento terminale contenente argento, la rhodostannite forma una serie di cristalli misti.

## Abito cristallino
La rhodostannite cristallizza nel sistema tetragonale del gruppo spaziale I41/a (gruppo nº 88) con i parametri del reticolo a = 7,29 Å e c = 10,31 Å oltre ad avere 2 unità di formula per cella unitaria.
La struttura cristallina della rhodostannite corrisponde alla struttura dello spinello, con lo ione Cu1+ che occupa il sito {\displaystyle {\ce {T}}}, mentre Fe2+ e Sn4+ sono distribuiti casualmente tra i siti {\displaystyle {\ce {M}}} equivalenti.

## Origine e giacitura
La rhodostannite si forma come prodotto di alterazione della stannite ed è corrispondentemente associata ad essa, ma anche alla pirite.
In tutto il mondo sono stati documentati solo poco più di 10 siti per la rhodostannite. Oltre alla sua località tipo, Vila Apacheta nella provincia di Rafael Bustillo (dipartimento di Potosí in Bolivia), il minerale è stato trovato sempre in Bolivia nella "Miniera di San José" vicino a Oruro, nella "Miniera di Huanuni" vicino all'omonima città e nella "Miniera di Santa Cruz" vicino a Poopó nel dipartimento di Oruro.
Altri siti includono la provincia di Jujuy ("Mina Pirquitas" e "Cusi Cusi"), la miniera di Tongkeng-Changpo nella contea di Nandan nella regione autonoma cinese del Guangxi, le isole giapponesi di Hokkaidō (miniera di "Toyoha") e Shikoku (miniera di "Besshi"), e gli stati dell'Arizona (miniera di "Campbell", a Bisbee) e del Nevada (miniera di "Dean" e "Lucky Rocks Claim", contea di Lander).

## Forma in cui si presenta in natura
La rhodostannite è stata rilevata solo sotto forma di masse porose a grana molto fine. Il minerale è opaco in qualsiasi forma e mostra una lucentezza metallica sulla superficie degli aggregati da rossastri a bruno-rossastri.